# كولا أنوبي
كولا أنوبي (بالإنجليزية: Kola Anubi)‏ (3 مارس 1987 بزاريا في نيجيريا - ) هو لاعب كرة قدم نيجيري في مركز الوسط. شارك مع منتخب نيجيريا تحت 17 سنة لكرة القدم ومنتخب نيجيريا تحت 20 سنة لكرة القدم. أما مع النوادي، فقد لعب مع أكوا يونايتد وبيندل إنشورانس وشاركس ونادي إنترناسيونال ونادي إنييمبا إنترناشونال ونادي دولفينز وواري وولفز.

## وصلات خارجية
- كولا أنوبي على موقع الاتحاد الدولي (مؤرشف)  (الإنجليزية)
- كولا أنوبي على موقع قاعدة بيانات كرة القدم.إي يو (الإنجليزية)